# Phoebe ornator
Phoebe ornator là một loài bọ cánh cứng trong họ Cerambycidae.